# Jeanne Lampl-de Groot
Jeanne Lampl-de Groot (geboren als Adriana de Groot 16. Oktober 1895 in Schiedam; gestorben 4. April 1987 in Zwolle) war eine niederländisch-österreichische Psychoanalytikerin.

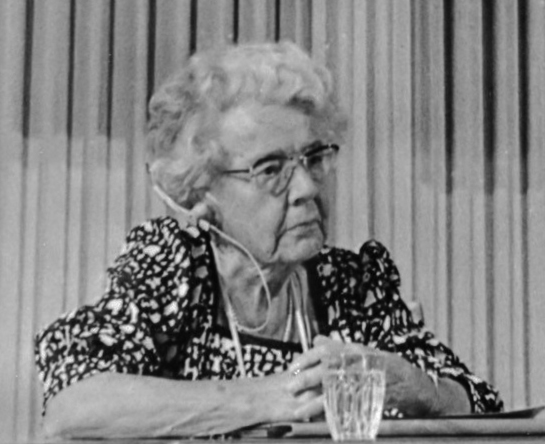
Jeanne Lampl-de Groot (1971)

## Leben
Jeanne de Groot war das dritte von vier Kindern der bildungsbürgerlichen Henriette Dupont und des Druckereibesitzers und Sozialdemokraten Michaël Coenradus Maria de Groot und wuchs in Schiedam auf. Sie studierte Medizin an der Universität Leiden unter anderem bei Gerbrandus Jelgersma und an der Universität Amsterdam und machte 1921 das Examen. Sie begab sich danach auf eine sechsmonatige Grand Tour nach Italien, finanziert von den Eltern.
De Groot ging 1922 nach Wien zu Sigmund Freud, der sich ihrer annahm und ihr drei Jahre eine Analyse gewährte und später noch einmal im Jahr 1931 einige Monate. Die Briefe von Freud an Jeanne Lampl-de Groot erschienen zuerst 2012 in einem niederländischen Verlag. De Groot wechselte auf Freuds Anraten 1925 an das Berliner Psychoanalytische Institut, wo sie ihre psychoanalytische Ausbildung abrundete. 1925 heiratete sie den österreichischen Arzt und Psychoanalytiker Hans Lampl (1889–1958), sie hatten zwei Töchter, die 1926 und 1928 geboren wurden. Lampl de Groot organisierte neben der Kinderaufzucht in Berlin zwei Lehrveranstaltungen, 1932 „Über die Traumdeutung“ und 1933 „Über die präödipale Phase“, und war auf Vermittlung von Siegfried Bernfeld Konsiliarärztin an einer Berliner Kinderklinik. Ihre erste Publikation Zur Entwicklungsgeschichte des Ödipuskomplexes der Frau erschien 1927 in der Internationalen Zeitschrift für Psychoanalyse.
Nach der Machtübergabe an die Nationalsozialisten 1933 gingen sie wieder nach Wien, wo sie eine psychoanalytische Praxis betrieb. Lampl-de Groot wurde 1925 Mitglied der Nederlandse Vereniging voor Psychoanalyse und 1926 der Deutschen Psychoanalytischen Gesellschaft, 1933 wurde sie in die Wiener Psychoanalytische Vereinigung aufgenommen und 1935 in den Lehrausschuss. Bei den internationalen psychoanalytischen Kongressen 1932 in Wiesbaden und 1936 in Marienbad hielt sie jeweils einen Vortrag.
Beim Anschluss Österreichs 1938 wurden sie erneut vertrieben, und beide gingen in die Niederlande. Als Familiensprache wechselten sie in das Niederländische. Sie gründeten in Amsterdam das Niederländische Psychoanalytische Institut und Lampl de Groot formulierte einen Ausbildungsplan für Psychoanalytiker. Nach der deutschen Besetzung der Niederlande 1940 wurde die niederländische psychoanalytische Vereinigung verboten, und das Ehepaar Lampl beteiligte sich führend an einer psychoanalytischen Katakombengruppe.
Beide Lampls gründeten nach dem Krieg das psychoanalytische Institut in Amsterdam neu und waren federführend in den Niederlanden, insbesondere an der psychoanalytischen Lehre beteiligt. 1947 organisierten sie das erste Treffen europäischer Psychoanalytiker nach dem Kriege. Lampl de Groot erhielt einen Ehrendoktor der Universität Amsterdam.
1958 erlitt das Ehepaar Lampl-de Groot einen schweren Verkehrsunfall bei dem Hans Lampl starb und Jeanne schwer verletzt wurde. Lampl-de Groot widmete sich weiterhin der Psychoanalyse, insbesondere der Kinderanalyse. Bei den fortgesetzten Treffen mit Anna Freud, Dorothy Burlingham und Marianne Kris nannten sie sich die „four old Ladies“ der Psychoanalyse.
Jeanne Lampl-de Groot schrieb an die 50 Artikel, darunter mehrere Aufsätze über weibliche Sexualität und über Schnittstellen der Psychoanalyse zu anderen Humanwissenschaften. Zu ihrem 90. Geburtstag erschien ein Sammelband unter dem Titel: Man and Mind.

## Schriften (Auswahl)
- Zur Entwicklungsgeschichte des Ödipuskomplexes der Frau, Internationale Zeitschrift für Psychoanalyse, 1927, S. 269–282
- Zu den Problemen der Weiblichkeit, Internationale Zeitschrift für Psychoanalyse, 1933, S. 489–518
- Masochismus und Narzißmus, Internationale Zeitschrift für Psychoanalyse, 1937, S. 479–489
- Heinz Hartmanns Beiträge zur Psychoanalyse, Psyche, 1964, S. 321–329
- The development of the mind: psychoanalytic papers on clinical and theoretical problems. London : Hogarth Press, 1966
- Man and mind : collected papers of Jeanne Lampl-De Groot. Assen : Van Gorcum, 1985
- Thoughts on psychoanalytic views of female psychology 1927–1977. Psychoanalytic quarterly, 1982, S. 1–18
- Over vrouwelijke seksualiteit. 5 Artikel. Amsterdam : Boom, 1993
- Sigmund Freud: Briefe an Jeanne Lampl-de Groot 1921–1939. Herausgegeben und aus dem Niederländischen von Gertie F. Bögels, unter Mitarbeit und mit einem Nachwort von Joachim F. Danckwardt. Transkription der Freud-Briefe von Gerhard Fichtner. Gießen : Psychosozial, 2017, ISBN 978-3-8379-2568-5